# Hermsdorf (Brandenburgia)
Hermsdorf (górnołuż. Hermanecy) – gmina w Niemczech w kraju związkowym Brandenburgia, w powiecie Oberspreewald-Lausitz, wchodzi w skład urzędu Ruhland.